# The Beautiful & Damned
The Beautiful & Damned è il quintoalbum in studio del rapper statunitense G-Eazy, pubblicato il 15 dicembre 2017.

## Tracce
1. The Beautiful & Damned (featuring Zoe Nash) – 3:09
2. Pray for Me – 3:27
3. Him & I (with Halsey) – 4:28
4. But a Dream – 3:26
5. Sober (featuring Charlie Puth) – 3:23
6. Legend – 3:25
7. No Limit (featuring ASAP Rocky & Cardi B) – 4:05
8. The Plan – 4:10
9. That's a Lot – 3:34
10. Pick Me Up (featuring Anna of the North) – 3:47
11. Gotdamn – 2:52
12. Leviathan (featuring Sam Martin) – 3:47
13. Crash & Burn (featuring Kehlani) – 3:00
14. Summer in December – 3:06
15. Charles Brown (featuring E-40 & Jay Ant) – 4:48
16. No Less (with SG Lewis & Louis Mattrs) – 4:10
17. Mama Always Told Me (featuring Madison Love) – 3:11
18. Fly Away (featuring Ugochi) – 3:31
19. Love Is Gone (featuring Drew Love) – 3:54
20. Eazy (featuring Son Lux) – 5:09